# Fort Dundas

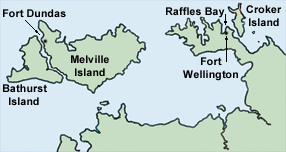
Lage von Fort Dundas in Nord-Australien

Fort Dundas war eine britische militärische Siedlung auf Melville Island an der nordaustralischen Küste, die 1824 gegründet und bereits 1829 aufgegeben wurde.

## Geschichte
Am 24. August 1824 verließ die Tamar unter dem Befehl von Kapitän Gordon Bremer den Hafen Port Jackson mit dem Auftrag, an der Nordküste Australiens einige Siedlungen und militärische Stützpunkte einzurichten. Begleitet wurde sie durch die Brigg Lady Nelson und das Transportschiff Countess of Harcourt, an Bord waren etwa 100 Personen, darunter etwa die Hälfte Soldaten und etwa 40 Sträflinge. Am 27. September 1824 gingen die ersten Siedler ans Land. Nach knapp vier Wochen, am Trafalgar Day am 21. Oktober 1824, wurde die Siedlung offiziell gegründet und als Fort Dundas nach dem damaligen Ersten Lord der Admiralität, Robert Dundas, benannt.
Als Grund für die Siedlungs- und Kolonisierungspolitik im Norden Australiens war einmal die Absicht, mit der malaiischen Bevölkerung Handel zu treiben und zu entwickeln, andererseits die Furcht vor Ansprüchen Frankreichs auf den neuen Kontinent.
Nach der Errichtung der militärischen Basis zeigte es sich jedoch, dass Kontakte zu der einheimischen Bevölkerung, zu dem Tiwi-Stamm (einem Stamm der Aborigines), sehr problematisch waren. Die Begegnungen waren aggressiv bis feindlich, die Tiwi attackierten die Festung auch mit bis zu 100 Kämpfern. Bereits im Juli 1827 schrieben Zeitungen über ein Scheitern der Idee.
Aufgrund dieser Tatsachen entschied Major Hartley im Mai 1828, die Siedlung aufzugeben und alles nach Fort Wellington zu bringen. Im November 1828 bestätigte der Staatssekretär für Kolonien diese Entscheidung. Im April 1829 wurde Fort Dundas verlassen. Außer Konflikten mit dem Tiwi-Stamm wurden ferner Unruhen unter den Sträflingen, Lebensmittelknappheit und unbrauchbare Ausrüstung in der Festung als Ursache genannt.